# The Rivieras
The Rivieras byla americká rock and rollová hudební skupina, aktivní v první polovině 60. let 20. století. Největší hit skupiny byla píseň "California Sun." Kytarista skupiny Joe Pennell zemřel 21. dubna 2011 ve věku 66. let.

## Diskografie

### Studiová alba
- Let's Have A Party (1964)
- Campus Party (1965)